# Jean-Pierre Giudicelli
Jean-Pierre Giudicelli (Pau, 20 de fevereiro de 1943 – 29 de abril de 2024) foi um pentatleta francês.

## Carreira
Jean-Pierre Giudicelli representou seu país nos Jogos Olímpicos de 1968 e 1972, na qual conquistou a medalha de bronze, por equipes. 

## Morte
Jean morreu no dia 29 de abril de 2024.